# James Madison (vescovo)
James Madison (Port Republic, 27 agosto 1749 – 6 marzo 1812) è stato un vescovo anglicano statunitense.

## Biografia
Fu il primo vescovo della diocesi della Virginia della Chiesa episcopale degli Stati Uniti d'America, fu anche rettore del College di William e Mary (ottavo rettore, carica assunta nel mese di ottobre 1777). Era cugino di James Madison (1751-1836). Nato in una census-designated place vicino alla città di Staunton, nello stato della Virginia, era il figlio di John e Agatha Madison. Studiò in una scuola privata.
Fu consacrato vescovo il 19 settembre 1790 a Canterbury, Inghilterra. Fra gli altri consacrò John Moore.